# Казакбаев, Филюз Хасанович
 Казакбаев, Филюз Хасанович  (род. 1971) — танцовщик, балетмейстер. Народный артист РБ (2008).

## Биография
Казакбаев Ф. Х. родился в 1971 году в селе Н. Бикберда Зианчуринского района Республики Башкортостан.
В 1990 году окончил Башкирское хореографическое училище по специальности артист балета, в 2010 году — Челябинской государственной академии культуры и искусства с присвоением квалификации «менеджер социально-культурной деятельности».
В 1990—1992 годах служил в армии.
С 1992 по 2011 годы работал в Государственном академическом ансамбле народного танца имени Ф. Гаскарова, в 2011—2012 годах — заведующим художественно-постановочной частью Башкирской государственной филармонии имени Х. Ахметова. С 2013 года Филюз Хасанович — художественный руководитель Государственного академического ансамбля народного танца имени Ф. Гаскарова, с 2014 по 2018 директор этого ансамбля.
Член Общественного совета по культуре при главе Администрации городского округа город Уфа Республики Башкортостан.

## Награды и звания
- Народный артист Республики Башкортостан (2008)